# Mónica Spear
Mónica Spear Mootz (1 tháng 10 năm 1984 – 6 tháng 1 năm 2014) là một nữ diễn viên, người mẫu và thí sinh cuộc thi sắc đẹp Venezuela. Cô đã chiến thắng cuộc thi Hoa hậu Venezuela 2004. Cô cũng là đại diện cho Venezuela tại Hoa hậu Hoàn vũ 2005 được tổ chức tại Bangkok, Thái Lan.

## Hoa hậu

### Hoa hậu Venezuela 2004
Trong cuộc thi Hoa hậu Venezuela 2004, Spear giành vương miện của cuộc thi Hoa hậu Quốc gia và giành quyền đại diện cho Venezuela tại Hoa hậu Hoàn vũ 2005 được tổ chức tại Thái Lan.

### Hoa hậu Hoàn vũ 2005
Spear đứng đầu bảng xếp hạng top 15 chung cuộc sau khi Ana Karina Áñez (Hoa hậu Venezuela 2003) không thể lọt vào top 15 trong cuộc thi Hoa hậu Hoàn vũ 2004, lần đầu tiên trong 22 năm Venezuela thất bại. Spear tiếp tục đứng ở vị trí thứ 5 sau phần thi trang phục dạ hội và áo tắm. Trong vòng câu hỏi cuối cùng, cô phạm lỗi trong khi trả lời câu hỏi được đưa ra bởi Hoa hậu Mexico, Laura Elizondo, và cuối cùng đã trở thành Á hậu 4.

## Qua đời
Vào ngày 6 tháng 1 năm 2014, Spear về quê hương Venezuela của mình trong kỳ nghỉ với người chồng cũ và đứa con gái 5 tuổi của họ. Trên một đường cao tốc ở trung tâm Carabobo, khi cả ba đang ở trong xe của họ chờ đợi sự trợ giúp sau khi chiếc xe bị hỏng, Spear và người chồng cũ của cô đã bị giết trong một vụ cướp và con gái cô bị bắn và bị thương ở chân. Cảnh sát cho biết vụ việc xảy ra vào khoảng 9 hoặc 10 giờ tối Vụ việc được giả định rằng họ gặp cướp và cố gắng chống cự.
Theo đề nghị ban đầu rằng người chồng cũ của cô là người Ireland, Bộ Ngoại giao Ireland đang điều tra vụ việc. Tuy nhiên, cảnh sát địa phương cho biết ông đã đi du lịch với hộ chiếu Anh. Các phương tiện truyền thông quốc tế cũng nhấn mạnh tỷ lệ tội phạm gia tăng ở Venezuela.